# Tanzanian Broadcasting Corporation
Tanzanian Broadcasting Corporation, nota anche con l'acronimo TBC, è l'ente radiotelevisivo pubblico della Tanzania. Trasmette dalla città di Dar es Salaam in inglese e in swahili.

## Storia
La radiofonia fu introdotta nel Paese a luglio 1951, quando consisteva ancora nei due territori coloniali britannici di Tanganica e Zanzibar, con la creazione di Dar Es Salaam Broadcasting Station (Sauti ya Dar es Salaam), che serviva la città di Dar es Salaam. Grazie ad un finanziamento di 10.000 sterline britanniche da parte del Fondo per lo sviluppo e il welfare coloniale, i suoi studi furono dotati di un grammofono, un microfono, un pannello di miscelazione ricavato da un vecchio amplificatore pubblico, un trasmettitore ad onde corte e un trasmettitore di riserva a onde medie. I programmi, in swahili, consistevano in un'ora 3 volte alla settimana.
Il 1º luglio 1956, in seguito a un'ordinanza governativa, fu fondata Tanganyika Broadcasting Service, allo scopo di fornire un servizio pubblico di informazione, istruzione e intrattenimento centrato sul Tanganica.
Dopo che sia il Tanganica che Zanzibar ebbero ottenuto l'indipendenza dal Regno Unito, rispettivamente nel 1961 e nel 1963, e che si furono unificati dando vita alla Tanzania, nel 1964, iniziò anche per la radiofonia un periodo di riorganizzazione. Il 1º luglio 1965 fu fondata Radio Tanzania; successivamente il consiglio d'amministrazione fu sciolto e la società fu posta sotto la tutela del Ministero dell'informazione e del turismo come Radio Tanzania Department. Nel 1973 la radio fu sdoppiata in un servizio in swahili e uno in inglese.
Tra il 1975 e il 1990 la copertura di RTD si estese con l'attivazione di impianti relé a Mbeya, Arusha, Mwanza, Dodoma, Kigoma, Songea e Nachingwea.
Nel 1991 furono realizzati degli studi radiotelevisivi nell'entroterra del Paese a Lindi, Dodoma, Songea e Kigoma e nel 1995 nacque il primo canale televisivo, The National Television (TeleVision ya Taifa), che andò in onda dall'ottobre 1999 utilizzando un trasmettitore a Kisarawe.
Nel corso del 2000 furono attivati nuovi trasmettitori a Bukoba, Musoma, Tabora, Lindi e Tanga, e nel 2002 radio e televisione furono riunite nell'ente Tanzania Broadcasting Services
(Taasisi ya Utangazaji Tanzania), che divenne operativo a luglio 2004.
Il 18 agosto 2007, con un'ordinanza firmata dal Presidente della Tanzania, la radiotelevisione tanzaniana fu riformata e preparata all'era digitale. Nacque Tanzania Broadcasting Corporation (Shirika la Utangazaji Tanzania), che andò a rimpiazzare l'ente precedente, e in seguito a ciò crebbe il numero sia dei canali televisivi che delle stazioni radiofoniche. La televisione offre da allora i canali generalisti TBC 1 e TBC 2, e il canale dedicato al turismo e all'ambiente Tanzania Safari Channel, mentre la radio propone la stazione generalista in swahili TBC Arusha, quella in inglese TBC International, TBC Taifa specializzata in musica africana e TBC FM dedicata alla musica locale.

## Servizi

### Radio
| Nome              | Sede          | Тipo            | Lancio | Lingua            |
| ----------------- | ------------- | --------------- | ------ | ----------------- |
| TBC Taifa         | Dar es Salaam | musica africana |        | inglese e swahili |
| TBC FM            | Dar es Salaam | musica locale   |        | inglese e swahili |
| TBC Arusha        | Dar es Salaam | generalista     | 1957   | swahili           |
| TBC International | Dar es Salaam | generalista     |        | inglese           |

### Televisione
| Nome                    | Sede          | Тipo        | Lancio | Lingua            |
| ----------------------- | ------------- | ----------- | ------ | ----------------- |
| TBC 1                   | Dar es Salaam | generalista |        | inglese e swahili |
| TBC 2                   | Dar es Salaam | generalista |        | inglese e swahili |
| Tanzania Safari Channel | Dar es Salaam | natura      |        | inglese e swahili |

## Ricezione

### Terrestre
La radio di TBC trasmette in AM e in FM; la televisione di TBC trasmette in standard DVB-T HD.

### Satellite[5]
| Satellite          | Intelsat 22  | Yamal 402    | Azerspace 1  | Eutelsat 36 B | Eutelsat 7C  | SES 5        | Eutelsat 3B  | Rascom QAF 1R | SES 4        |
| Posizione orbitale | 72.1° E      | 54.9° E      | 46.0° E      | 35.9° E       | 7.0° E       | 5.0° E       | 3.1° E       | 2.8° E        | 22.0° W      |
| Canali             | TBC 1, TBC 2 | TBC 1, TBC 2 | TBC 1, TBC 2 | TBC 1, TBC 2  | TBC 1, TBC 2 | TBC 1, TBC 2 | TBC 1, TBC 2 | TBC 1, TBC 2  | TBC 1, TBC 2 |
| Frequenza          | 4120 L       | 11150 V      | 4160 V       | 11843 V       | 11044 V      | 11804 H      | 3900 R       | 11218 V       | 12530 V      |
| SR                 | 9583         | 16665        | 16325        | 27500         | 45000        | 27500        | 6370         | 26000         | 30000        |
| FEC                | 3/4          |              | 3/4          | 3/4           | 5/6          | 3/4          | 3/4          | 3/4           | 3/4          |
| Modulazione        | 8PSK         | 8PSK         | 8PSK         |               | QPSK         | QPSK         | 8PSK         | QPSK          | QPSK         |

### Streaming
Tanzanian Broadcasting Corporation in streaming